# Миура, Цутому
Цутому Миура (яп. 三浦つとむ Миура Цутому,  15 февраля 1911 года — 27 октября 1989 года) — японский лингвист, философ-марксист и общественный деятель, автор трёхтомного труда «Сознание и теория языка» (1967—1972). Обсуждаются различные философские вопросы, а также весьма конкретные детали грамматики и семантики. В книге излагается и марксистская критика работы Сталина «Марксизм и вопросы языкознания». Был последователем теории Мотоки Токиэды о языковом существовании. Критиковал формальные подходы к языку от структурализма до генеративизма.
Фигура Миуры весьма популярна у японских левых; он выступает как один из критиков Горбачёва в известном антиперестроечном сочинении троцкиста Канъити Курода «Сны Горбачёва» (переведённом на русский в 1994 г.).

## Труды
1. Введение в философию (哲学入門), 1948
2. Что такое диалектика как наука? (弁証法はどういう科学か), 1955
3. Что такое японский язык? (日本語はどういう言語か), 1956.
4. Сознание и теория языка (認識と言語の理論), 1967.
5. Сознание и теория искусства (認識と芸術の理論), 1970.
6. Японская грамматика (日本語の文法), 1975.
7. Избранное (選集), 1983.